# Кисю (княжество)
Княжество Кисю (яп.  纪州藩 кисю:-хан), также известно как Кии-хан (яп. 紀伊藩) или Вакаяма-хан (яп. 和歌山藩) — феодальное княжество (хан) в Японии периода Эдо (1619—1871), в провинции Кии региона Нанкайдо на острове Хонсю (современные префектуры Вакаяма и Миэ).

## Краткая история
Административный центр княжества: замок Вакаяма в городе Вакаяма.
Доход хана: 550 000 коку риса.
Первоначально княжеством Вакаяма владели самурайские роды: Куваяма (1586—1600) и Асано (1600—1619). В 1586 году Куваяма Сигэхару (1524—1606), вассал Тоётоми Хидэёси, получил во владение от него домен Вакаяма (провинция Кии) с доходом 30 000 коку. В 1596 году он передал власть в уделе своему старшему сыну Куваяме Кадзуне, который в 1600 году был переведен из Вакаямы в провинцию Ямато, где получил во владение княжество Синдзё с доходом 16 000 коку.
В 1600 году после победы в битве при Сэкигахаре Токугава Иэясу пожаловал Асано Юкинаге (1576—1613) княжество Кисю в провинции Кии с доходом 200 000 коку. В 1613 году после смерти бездетного Юкинаги его удел унаследовал брат Асано Нагаакира (1586—1632), который в 1619 году получил новое поместье Хиросима в провинции Аки с доходом 426 000 коку.
Кисю-хан управлялся боковой ветвью сёгунской династии Токугава, которая относилась к симпан-даймё и имела статус правителя провинции (яп. 国主 кокусю). Главы княжества имели право присутствовать в большой зале аудиенций сёгуна.
Кисю-хан был основан в 1619 году для Токугавы Ёринобу, десятого сына сёгуна Токугавы Иэясу, который был переведен в провинцию Кии из Сумпу-хана в провинции Суруга. Кисю-хан контролировал небольшие соседние княжества Танабэ и Сингу.
В период Эдо Кисю-хан был известен своим сортом мандаринов, соевым соусом, лаком и древесным углем из дуба, а после реставрации Мэйдзи в 1868 году — продукцией кожевенного производства и хлопка.
Кисю-хан был ликвидирован в 1871 году.

## Правители княжества
| №  | Имя               | Имя       | Годы правления | Годы жизни  | Примечания                         |
| -- | ----------------- | --------- | -------------- | ----------- | ---------------------------------- |
| 1  | Токугава Ёринобу  | 徳川 頼宣 | 1619 — 1667    | 1602 — 1671 | Десятый сын Токугавы Иэясу         |
| 2  | Токугава Мицусада | 徳川 光貞 | 1667 — 1698    | 1627 — 1705 | Старший сын Токугавы Ёринобу       |
| 3  | Токугава Цунанори | 徳川光貞  | 1698 — 1705    | 1665 — 1705 | Старший сын Токугавы Мицусады      |
| 4  | Токугава Ёримото  | 徳川綱教  | 1705 — 1705    | 1680 — 1705 | Второй сын Токугавы Мицусады       |
| 5  | Токугава Ёсимунэ  | 徳川 吉宗 | 1705 — 1716    | 1684 — 1751 | Третий сын Токугавы Мицусады       |
| 6  | Токугава Мунэнао  | 徳川宗直  | 1716 — 1757    | 1682 — 1757 | Пятый сын Мацудайры Ёридзуми       |
| 7  | Токугава Мунэнобу | 徳川宗将  | 1730 — 1765    | 1720 — 1765 | Старший сын Токугавы Мунэнао       |
| 8  | Токугава Сигэнори | 徳川重倫  | 1765 — 1775    | 1746 — 1829 | Старший сын Токугавы Мунэнобу      |
| 9  | Токугава Харусада | 徳川治貞  | 1775 — 1789    | 1728 — 1789 | Второй сын Токугавы Мунэнао        |
| 10 | Токугава Харутоми | 徳川治宝  | 1789 — 1824    | 1771 — 1853 | Сын Токугавы Сигэнори              |
| 11 | Токугава Нариюки  | 徳川斉順  | 1824 — 1846    | 1801 — 1846 | Третий сын сёгуна Токугавы Иэнари  |
| 12 | Токугава Нарикацу | 徳川斉彊  | 1846 — 1849    | 1820 — 1849 | Десятый сын сёгуна Токугавы Иэнари |
| 13 | Токугава Иэмоти   | 徳川 昭武 | 1849 — 1858    | 1846 — 1866 | Старший сын Токугавы Нариюки       |
| 14 | Токугава Мотицугу | 徳川茂承  | 1858 — 1869    | 1844 — 1906 | Шестой сын Мацудайры Ёрисато       |

В июле 1871 года после отмены в Японии системы ханов княжества Кисю, Танабэ и Сингу были преобразованы в префектуры Кисю, Танабэ и Сингу, а в ноябре того же года эти три префектуры были ликвидированы и преобразованы в префектуры Вакаяма и Миэ.